# Comté de Sibley
Le comté de Sibley est situé dans l’État du Minnesota, aux États-Unis. Il comptait 15 356 habitants en 2000. Son siège est Gaylord.